# Jordi Frederic de Kirchberg
Jordi Frederic de Kirchberg (en alemany Georg Friedrich von Kirchberg) (Famroda, (Alemanya), 3 de març de 1683 - Hachenburg, 14 d'agost de 1749 fou un noble alemany, fill de Jordi Lluís de Kirchberg (1626-1686) i de Magdalena Cristina de Manderscheid Blankenheim (1658-1715).

## Matrimoni i fills
El 19 de maig de 1708 es va casar amb Sofia Amàlia de Nassau-Ottweiler (1688-1753), filla del comte Frederic Lluís de Nassau-Ottweiler (1651-1728) i de Cristina d'Ahlefeldt (1659-1695). El matrimoni va tenir tres fills:
- Guillem Lluís (1709-1751), casat amb Lluïsa de Salm-Dhaun (1721-1791).
- Carolina (1720-1795), casada amb Joan Frederic de Wied (1706-1791)
- Sofia Carlota (1731-1772), casada amb Joan Martí de Stolberg (1728-1795)